# District de Las Tablas
Le district de Las Tablas est l'une des divisions qui composent la province de Los Santos, au Panama. C'est le centre économique de la province de Los Santos et elle est située dans le coin sud-est de la péninsule d'Azuero.
En 2010, le district comptait 27 146 habitants (INEC, 2010) dans sa zone municipale et une densité de population de 38,2 habitants/km2 dans une municipalité d'une superficie de 711,2 km2, Par sa population, Las Tablas est la deuxième municipalité de la région après Chitré et la première de la province de Los Santos. Son économie est basée sur le commerce agricole en raison de la convergence des voies de communication terrestres entre les zones de production de la province. C'est également un important bastion de la culture, des coutumes et des traditions rurales des provinces centrales du Panama.

## Toponymie
L'origine du nom vient du mot latin tabula, qui fait référence au matériau utilisé pour construire les premières maisons du village. Le tabla est une pièce de bois plate, allongée, rectangulaire, aux faces parallèles, plus longue que large et plus large que haute.

## Géographie

### Localisation
Le district de Las Tablas est situé dans la province de Los Santos, sur une plaine dans la partie sud-est de la péninsule d'Azuero.
Elle est bordée au nord par Guararé et le Golfe de Panama, à l'est par le golfe du Panama, au sud par Tonosí, Pedasí et Pocrí, et à l'ouest par Macaracas et Tonosí.
| Nord-ouest: Macaracas      | Nord: Guararé         | Nord-ouest : Océan pacifique |
| Ouest: Macaracas et Tonosí |                       | Est: Océan pacifique         |
| Sud-ouest Tonosí           | Sud: Pedasí et Tonosí | Sud-est: Pocrí               |

### Hydrographie
Dans la chaîne de montagnes de Canajagua naissent environ 160 ruisseaux ou criques et torrents, outre les río (rivières) Guararé, Oria, Estibaná et Cacao, qui alimentent en eau la zone agricole de la zone basse de toute la province.

### Climat
Las Tablas a un climat tropical sec, caractérisé par des températures modérément élevées et une saison des pluies de mai à novembre, légèrement interrompue par l'été de San Juan en juillet. De décembre à avril, les journées sont généralement ensoleillées, claires et venteuses, avec pratiquement aucune pluie. Selon la classification climatique de Köppen, elle a un climat de savane aw ou tropicale.

## Histoire
Les premiers habitants de cette région étaient des Espagnols, venant de La Villa de Los Santos ou de Natá, qui ont décidé de s'installer à cet endroit en formant une colonie. L'endroit leur offrait de bonnes terres pour cultiver, élever des animaux et tout près d'une source d'eau abondante, à côté du ravin de La Ermita, appelé ainsi en raison de l'existence d'un ermitage, où l'on vénérait la Sainte Croix, un petit village s'est formé, qui a été appelé La Ermita de la Santa Cruz.
La ville de Las Tablas est apparue vers le 20 juillet 1671, probablement fondée par un groupe de riches familles espagnoles de la ville de Panama qui, face à l'attaque imminente du pirate Morgan dans cette ville, ont embarqué sur un galion, sous le commandement du capitaine de marine espagnol d'origine galicienne, Don Gil Jacinto Barahona, grand admirateur des mers du Sud, à destination de Lima ou de la Nouvelle-Grenade.
Le galion s'est échoué dans le port de Mensabé et sa cargaison a été transportée à terre ; les planches du navire ont été chargées à la chapelle de Santa Cruz pour être utilisées dans la construction de maisons et à partir de ce moment, les nouveaux colons ont été appelés par les anciens habitants « les gens des planches ». Ce surnom a perduré au fil du temps et a donné le nom officiel de la ville de Santa Liberata de Las Tablas, fondée le 19 juillet (date à laquelle on célèbre la fête de la sainte galicienne) en 1671. À cette date, les immigrants du vieux galion étaient installés dans le village depuis six mois et avaient construit des habitations à l'est des quelques maisons de la chapelle de Santa Cruz,.
Un nouveau groupe plus important de familles santeños a probablement été ajouté à ces haciendas après le 12 juin 1686, lorsque la ville de Los Santos elle-même a été attaquée par des pirates dirigés par Town Ley. C'est peut-être à ce moment-là, avec les anciens habitants de la région de Mensabé, qu'ils ont décidé de fonder, en 1686, une nouvelle ville. La date de fondation et le saint choisi - le 20 juillet, jour de Santa Liberata - ont probablement deux raisons : le 20 juillet était très approprié pour célébrer et sanctifier la première récolte annuelle de maïs, plusieurs des premiers colons de la région de Santeña, leurs descendants auraient maintenu vivante, dans l'église de La Villa de Los Santos, la dévotion à Santa Librada, patronne de la cathédrale de Sigüenza. Ainsi, de l'église de La Villa de Los Santos, ils ont probablement apporté à la nouvelle ville la sainte qu'ils appelaient Santa Liberata de Las Tablas et les cloches mentionnées dans la pieuse légende que, au fil des ans, les habitants de La Villa de Los Santos ont élaborée pour expliquer leurs origines58.
La tradition veut aussi que ces familles aient apporté avec elles, depuis la vieille ville de Panama, une image de Santa Liberata, également appelée Santa Librada, dont le culte s'est imposé, au fil des ans, à celui de la sainte croix que les anciens habitants de la région pratiquaient depuis de nombreuses années. En 1721, la construction de l'église de Santa Librada, l'icône principale de la ville, est terminée.
La ville de Las Tablas est la capitale de la province de Los Santos et est située dans une belle plaine à environ 12 kilomètres de la côte Pacifique. Il y a un port appelé Mensabé. Il est difficile de connaître exactement la fondation de cette ville, mais la tradition indique qu'elle a été fondée par le capitaine de marine Jacinto Barahona le 19 juillet 1671 environ. En 1721, la construction de l'église de Santa Librada, aujourd'hui monument national, était déjà achevée.

## Crédit d'auteurs
- (es) Cet article est partiellement ou en totalité issu de l’article de Wikipédia en espagnol intitulé « Distrito de Las Tablas » (voir la liste des auteurs).